# Liste der denkmalgeschützten Objekte in Reichenau im Mühlkreis
Die Liste der denkmalgeschützten Objekte in Reichenau im Mühlkreis enthält die 5 denkmalgeschützten, unbeweglichen Objekte der Gemeinde Reichenau im Mühlkreis in Oberösterreich (Bezirk Urfahr-Umgebung).

## Denkmäler
| Foto |                 | Denkmal                                                                    | Standort                                                      | Beschreibung | Metadaten |
| ---- | --------------- | -------------------------------------------------------------------------- | ------------------------------------------------------------- | --- | --- |
| ja   | Datei hochladen | Kath. Pfarrkirche hl. Johannes der Täufer HERIS-ID: 22155 Objekt-ID: 18483 | Marktplatz Standort KG: Reichenau im Mühlkreis                | Das zweischiffige, vierjochige spätgotische Langhaus wurde ebenso wie der Chor und die alte Sakristei mit Beinhaus in der zweiten Hälfte des 15. Jahrhunderts errichtet. 1640 folgte der Anbau der Taufkapelle, in den 1880er Jahren die Errichtung des neogotischen Westturms mit den Treppenanbauten. Das Innere der Kirche ist von einem mit Netzrippen überlagerten Kreuzrippengewölbe geprägt, der barocke Hochaltar wurde 1731 errichtet. | BDA-Hist.: Q33129826 Status: § 2a Stand der BDA-Liste: 2025-06-30 Name: Kath. Pfarrkirche hl. Johannes der Täufer/Enthauptung des hl. Johannes des Täufers GstNr.: .90 Saint John the Baptist church (Reichenau im Mühlkreis) |
| ja   | Datei hochladen | Portal HERIS-ID: 22156 Objekt-ID: 18484                                    | Marktplatz 1, in der Nähe Standort KG: Reichenau im Mühlkreis | Das Rustikaportal mit Oberlichte und Wappenrelief stammt aus dem ehemaligen Pfarrhof. Das Renaissance-Portal ist mit der Jahreszahl 1594 bezeichnet. Das Portal befindet sich heute am Gasthof zum Schneiderwirt. | BDA-Hist.: Q37867493 Status: § 2a Stand der BDA-Liste: 2025-06-30 Name: Portal GstNr.: 314/1 |
| ja   | Datei hochladen | Pranger HERIS-ID: 22151 Objekt-ID: 18479                                   | neben Marktplatz 3 Standort KG: Reichenau im Mühlkreis        | Der Pranger auf dem Pfarrhofvorplatz ist mit der Jahreszahl 1639 bezeichnet. Acht Tage vor und nach den Jahrmärkten wurde das Freiungszeichen mit einer Stange am Pranger aufgestellt. (Das Freiungszeichen wurde 1965 dem Oberösterreichischen Landesmuseum als Dauerleihgabe übergeben.) Nachdem der Pranger Anfang des 20. Jahrhunderts als Gartenpfahl an der Ecke des Pfarrhofgartens verwendet worden war, wurde er 1938 vor dem Schulgebäude aufgestellt. Später wurde er an seinen heutigen Platz, an fast die gleiche Stelle wie vor 1938 versetzt. | BDA-Hist.: Q37867451 Status: § 2a Stand der BDA-Liste: 2025-06-30 Name: Pranger GstNr.: 1753/6 |
| ja   | Datei hochladen | Bürgerhaus HERIS-ID: 22150 Objekt-ID: 18478                                | Marktplatz 5 Standort KG: Reichenau im Mühlkreis              | Das Wohn- und Geschäftshaus am Marktplatz 5 besitzt eine Fassade mit Ortsteinquaderung und Gesimsen sowie Fenster mit spätbarockem Stuckdekor. | BDA-Hist.: Q37867437 Status: Bescheid Stand der BDA-Liste: 2025-06-30 Name: Bürgerhaus GstNr.: .4/1 |
| ja   | Datei hochladen | Figurenbildstock hl. Johannes Nepomuk HERIS-ID: 22152 Objekt-ID: 18480     | am Weg vom Markt zur Burg Standort KG: Reichenau im Mühlkreis | Die Figur des hl. Johannes Nepomuk aus der Mitte des 18. Jahrhunderts befindet sich in einer rezenten Holzkapelle an der Hausbergbrücke südwestlich des Marktes, am Fußweg zur Burgruine Reichenau. | BDA-Hist.: Q37867476 Status: § 2a Stand der BDA-Liste: 2025-06-30 Name: Figurenbildstock hl. Johannes Nepomuk GstNr.: 1736 |